# Mauganj
Mauganj è una suddivisione dell'India, classificata come nagar panchayat, di 22.989 abitanti, situata nel distretto di Rewa, nello stato federato del Madhya Pradesh. In base al numero di abitanti la città rientra nella classe III (da 20.000 a 49.999 persone).

## Geografia fisica
La città è situata a 24° 40' 60 N e 81° 52' 60 E e ha un'altitudine di 312 m s.l.m..

## Società

### Evoluzione demografica
Al censimento del 2001 la popolazione di Mauganj assommava a 22.989 persone, delle quali 11.849 maschi e 11.140 femmine. I bambini di età inferiore o uguale ai sei anni assommavano a 4.169, dei quali 2.151 maschi e 2.018 femmine. Infine, coloro che erano in grado di saper almeno leggere e scrivere erano 11.979, dei quali 7.437 maschi e 4.542 femmine.